# Теология освобождения
Теоло́гия освобожде́ния (исп. Teología de la liberación, англ. Liberation theology) — христианская школа теологии, в особенности в Римско-католической церкви.
Два главных принципа теологии освобождения:
1. вопрос об источнике греха;
2. идея о том, что христиане должны использовать во благо таланты, данные им Богом, включающие интеллект и, в частности, науку.

Теологи данного направления используют социологию и экономические науки для изучения феномена бедности, считая, что бедность является источником греха. В 1960-х гг., когда начало развиваться это направление мысли, в социальных науках Латинской Америки доминировали марксистский активизм и методологии, основанные на историческом материализме и повлиявшие на развитие теологии освобождения. Этическим последствием прочтения Библии в новой перспективе стало то, что многие из теологов приняли активное участие в политической жизни и считали, что Иисус Христос — не только Утешитель, но также и Освободитель угнетённых. Христианской миссии дается особая роль защиты справедливости для бедных и угнетённых, особенно через политическую деятельность. Некоторые элементы теологии освобождения отвергаются католической церковью.

## Обзор
Изначально идеи теологии освобождения активно развивались преимущественно внутри католической церкви после Второго Ватиканского собора. Теология освобождения часто понимается как форма христианского социализма, получившая широкое распространение в Латинской Америке и среди иезуитов, однако её влияние в католицизме пошатнулось после того, как Кормас МакКрори издал акт о её официальном осуждении в 1980-х гг., а теологи освобождения стали преследоваться папой Иоанном Павлом II.
Почётный папа Бенедикт XVI также известен как противник некоторых[каких?] течений теологии освобождения. Будучи главой Конгрегации доктрины веры, он несколько раз осуждал эти течения.
Социологические данные, открытые данные исследования базовых ценностей в мире (англ. World Values Survey), проведенного профессором Мичиганского университета Рональдом Инглхартом, свидетельствуют о том, что в последнее время среди регулярных прихожан католической церкви в среднем по планете сила левых убеждений по шкале значений от 0 до 10 составляет 3. Эти данные говорят о том, что христианский социализм и христианское левое движение до сих пор остаются значительным явлением во многих странах.

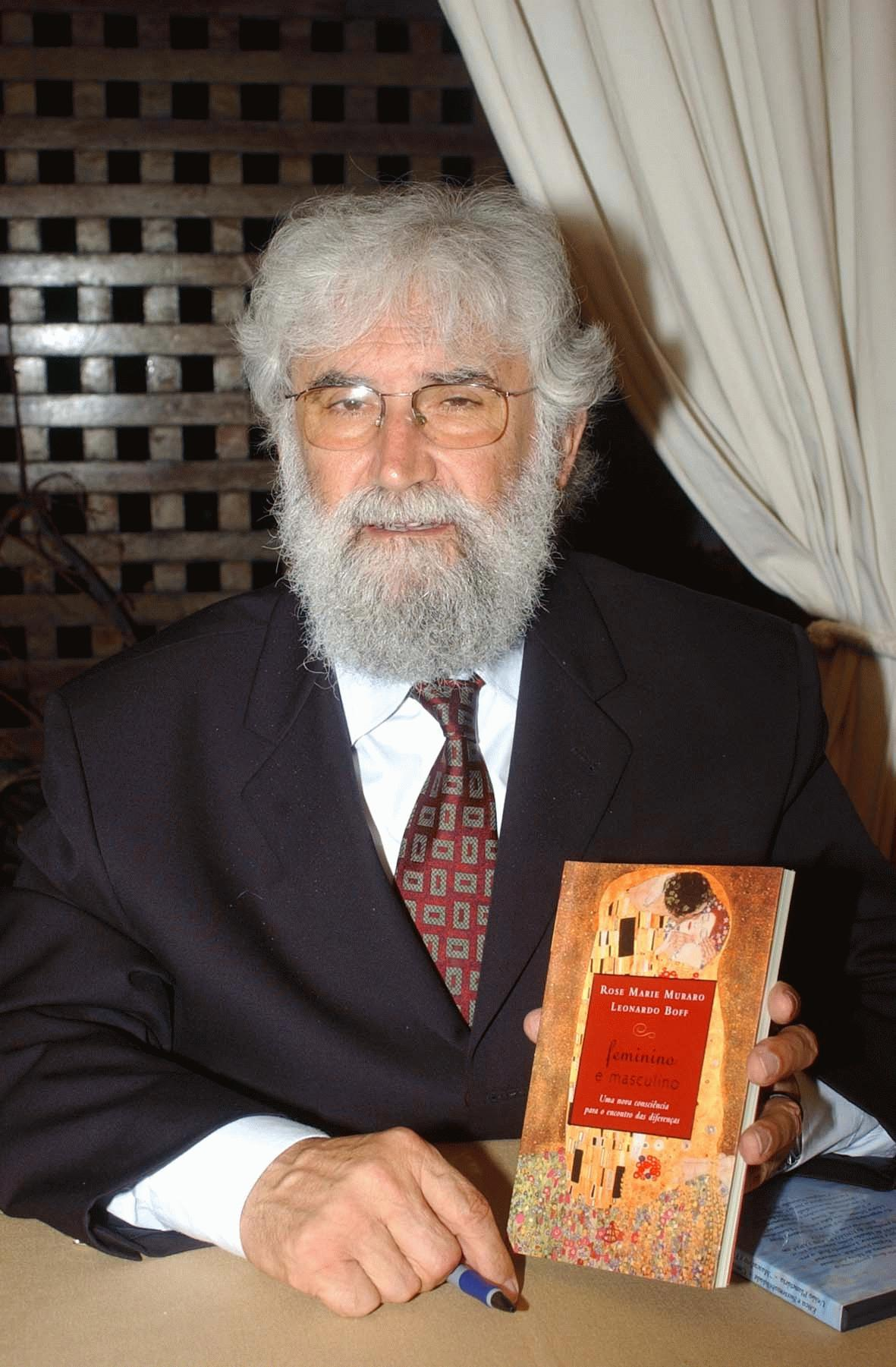
Леонардо Бофф — один из самых активных сторонников теологии освобождения

Самыми известными представителями теологии освобождения были священники Густаво Гутьеррес Мерино (Перу), выпустивший в 1973 г. первую книгу о теологии освобождения «История, политика и спасение в теологии освобождения» (исп. Historia, política y salvación de una teología de liberación); Леонардо Бофф (Бразилия); Хуан Луис Сегундо (Уругвай); Хон Собрино (Испания); Эрнесто Карденаль, Фернандо Карденаль (Никарагуа). В пользу теологии освобождения высказывался и целый ряд видных церковных деятелей, включая архиепископа Сальвадора Оскара Ромеро, разоблачавшего олигархическую диктатуру и убитого правыми боевиками в 1980 г., и Мать Тереза; последняя, находясь на Кубе в 1986 г., так описала соотношение христианского и социалистического учений: «Я считаю учение Христа глубоко революционным и абсолютно соответствующим делу социализма. Оно не противоречит даже марксизму-ленинизму».
Теология освобождения ставит перед собой задачу ответить на вопрос, стоящий перед христианами Латинской Америки: как быть христианами на угнетённом континенте? Как сделать так, чтобы вера не отчуждала, а освобождала? Многие священники и духовные наставники разделяют и практикуют положения теологии освобождения в разных странах Латинской Америки.
Давним сторонником теологии освобождения являлся президент новой боливарианской Венесуэлы Уго Чавес:
Он (Иисус) был со мной в трудные времена, в самые страшные моменты жизни. Иисус Христос, несомненно, был исторической фигурой — он был повстанцем, одним из наших, антиимпериалистов. Он восстал против Римской империи. Ибо кто мог бы сказать, что Иисус был капиталистом? Нет. Иуда был капиталистом, взяв свои сребренники! Христос был революционером. Он восстал против религиозных иерархий. Он восстал против экономической власти того времени. Он предпочёл смерть для защиты своих гуманистических идеалов, и он жаждал перемен. Он был нашим Иисусом Христом.
Методы прочтения и интерпретации Библии данным направлением богословия осуществляются в рамках идеологического критицизма и являются маргинальными.
Теология освобождения исследует возможность борьбы с бедностью как с источником греха. Таким образом исследуется отношение между христианской теологией (особенно римско-католической) и политической деятельностью, особенно в области социальной справедливости, бедности и прав человека. Основным методологическим нововведением теологии освобождения является рассмотрение теологии с точки зрения бедных и угнетённых. Как говорил Йон Собрино (Jon Sobrino), бедные являются привилегированным каналом божьей благодати. Филлип Берриман говорил, что теология освобождения — это «толкование христианской веры через страдания бедных, их борьбу и надежды, а также критика общества, католической веры и христианства глазами бедных». Однако в данном направлении теологии не существует единства доктрины или действия. Теология освобождения является не законченной доктриной, а общим обозначением многих теологических направлений, имеющих схожие принципы.
Некоторые теологи обращают особое внимание на те части Библии, где миссия Иисуса описывается не как принесение мира (социальный порядок), но принесение меча (социальные конфликты), напр. Мф. 10:34; 26:51, 52 и Лк. 22:35-38. Эти места из евангелий понимаются (многими буквально) как призыв к вооружённой борьбе для достижения справедливости как христианской миссии. Также уделяется внимание марксистским концепциям, таким как перманентная классовая борьба.
Теология освобождения указывает на самореализацию (англ. self-actualization) человечества как часть божественного промысла.
Кроме преподавателей в некоторых римско-католических университетах и семинариях, теологи освобождения встречаются и в протестантских школах. Они стремятся иметь прямой контакт с бедными, и толкование священного писания в этом ключе они называют «праксисом» (лат. praxis — дело, способ, употребление).

## История
У истоков теологии освобождения стояло движение первичных общин, появившееся в 1957 г. в Бразилии, которое уже в 1964 г. было включено в «Первый национальный пасторский план на 1965-70 гг.». Там же, в Бразилии, магистр Северо-востока Паулу Фрейре разработал новый метод ликвидации безграмотности в процессе развития сознания. В этом движении участвовало также движение студентов и рабочих «Католическое действие» и интеллектуалы-католики. Некоторые христиане начали использовать марксистские концепции для проведения анализа общества. Ричард Шолл, пресвитерианский миссионер, поставил вопрос, имеет ли революция также теологическое значение. Он вместе с несколькими молодыми протестантами начал обсуждать эти темы с доминиканскими священниками и католическими интеллектуалами.
Источником вдохновения для этого латиноамериканского движения были европейские священники-рабочие. Кардинал Эммануэль Сюар (фр. Emmanuel Suhard) из Парижа основал «Французскую миссию», позволяя некоторым священникам работать на фабриках, чтобы включиться в круг рабочего класса. Знаменитый доминиканец Жак Лёв (фр. Jacques Loew) работал грузчиком на баржах марсельского порта, как и священник Мишель Фавро, погибший от производственной травмы. В 1950 г. вышла книга аббата Годена «Франция: миссионерская земля?» Рабочих священников обвинили в связях с коммунистами и осудили в Риме за подрывную деятельность. В те годы одна мирянка, Мадлен Дебрель (фр. Madeleine Delbrêl), описала свой опыт работы среди рабочих Иври в книгах «Мы, люди улицы» и «Евангелие в рабочих кварталах Парижа». В 1954 г. папа Пий XII призвал всех рабочих священников вернуться к своей пасторской работе в приходах или войти в состав своих религиозных общин. Рабочие священники были реабилитированы после Второго Ватиканского собора в 1965 г.
Другим важным источником развития теологии освобождения была жизнь и революционная деятельность колумбийского священника Камило Торреса (1929—1966), в конце своей жизни сражавшегося в рядах Армии национального освобождения (ELN) и погибшего в своем первом бою с колумбийской регулярной армией. Падре Камило Торрес стал истинным примером для подражания для священников и мирян-католиков, продолжающих дело Торреса не только в Колумбии, но и во всей Америке. Астурийский священник Гаспар Гарсиа Лавиана, находясь под влиянием теологии освобождения, взялся за оружие, посчитав, что мирным путём политических реформ не устранить ту ужасную нищету, которую он постоянно наблюдал в Никарагуа при правлении президента Сомосы. Как и многие, падре Гарсиа Лавиана изменил своё сознание благодаря теологии освобождения и посвятил свою жизнь освобождению угнетенного народа.
Ещё одним источником вдохновения для теологии освобождения была борьба за гражданские права, которая в своё время помогла неграм США во главе с Мартином Лютером Кингом (1929—1968) завоевать свои права. Чёрную теологию освобождения пропагандировали Джеймс Х. Коун (James H. Cone) и другие. В ЮАР чёрная теология освобождения была одним из орудий борьбы с апартеидом. В остальной Африке теология ставила под вопрос правомерность завоевания, порабощения и колонизации народов Африки европейским христианством и рассматривала проблему абсолютной нищеты в большинстве африканских стран как следствие этого. В Азии теология «миньчун» (кор. minjung — «из народных масс») и «крестьянская теология» в Филиппинах (разработанная Чарльзом Р. Авила) имели много общих черт с латиноамериканской теологией освобождения.
Теология освобождения появилась в Латинской Америке во вполне определённый исторический момент. В течение столетий Латинская Америка не имела свою теологию, а всегда перенимала её европейский вариант. Поэтому зависимость Латинской Америки от мира развитых стран была не только экономической и политической, но также церковной и теологической.
CELAM (порт. Conselho Episcopal Latino Americano — Латиноамериканский Епископальный Совет), созданный в 1955 г. в Рио-де-Жанейро (Бразилия) подтолкнул Второй Ватиканский собор (1962-65) к выработке более социально-ориентированной позиции. В течение следующих 4 лет CELAM готовился к Медельинской конференции в Колумбии. Кардинал Альфонсо Лопес Трухильо, центральная фигура в Медельине, позднее перебравшийся в Ватикан, заявил, что собрание епископов официально поддержало версию теологии освобождения, подобную той, которая была принята ватиканской Конгрегацией доктрины веры в 1984. Все началось с 10-й Встречи CELAM в Мар-дель-Плата и послания папы Павла VI к латиноамериканским епископам «Церковь и проблемы».
В то время как в некоторых странах привилегированные олигархии наслаждаются плодами утонченной цивилизации, остальная часть населения в бедности и разрозненности лишена почти всякой возможности личной инициативы и доступа к соответствующей работе и прозябает в условиях жизни и труда, недостойных человеческой личности
Из энциклики папы Павла VI «Populorum progressio» (Развитие народов), опубликованной 23 марта 1967 г.
Кардинал Лопес Трухильо, излагая свой взгляд на исторические события тех времен, говорил, что у истоков теологии освобождения стояла созданная CELAM’ом «Интеллектуальная рабочая группа» (Reflection Task Force), председателем которой он являлся, и бразильский теолог из Принстона Рубем Альвеш, написавший в 1968 г. книгу «К теологии освобождения».
Среди всех опубликованных работ о теологии освобождения в 1970-е гг. одной из наиболее известных является книга перуанского католического священника Густаво Гутьерреса «Теология освобождения», написанная в 1972 г., в которой он теоретически сочетал марксизм и социально-христианские учения, характерные для социалистического течения в христианстве, испытывавшего влияние «Движения католических рабочих» и французской христианской молодёжной рабочей организацией «Рабочая христианская молодёжь» (фр. "Jeunesse Ouvrière Chrétienne"). Также определённое влияние на него оказала книга Пола Готье «Бедные, Иисус и церковь» (1965 г.).
CELAM сам по себе никогда не поддерживал теологию освобождения, которая осуждалась Ватиканом, а папа Павел VI после Собора 1962-65 гг. препятствовал развитию этого движения. Кардиналу Саморе, ответственным за отношения между Римской курией и CELAM в качестве главы Епископской латиноамериканской комиссии, было приказано положить конец этой ориентации в теологии, признанной противоречащей учению католической церкви.
После избрания в 1972 г. кардинала Лопеса Трухильо генеральным секретарем CELAM в Латинской Америке начало набирать силу другое освободительное течение. Оно оказалось вполне ортодоксальным и стало доминирующим в CELAM’е и в Римской курии после Всеобщего собрания латиноамериканских епископов в Пуэбле в 1979 г.
В 1979 г. на конференции CELAM в Пуэбле экклезиастическая реориентация была воспринята в штыки более либеральной частью клира, разделявшей концепцию «преференций для бедных» («предпочтительного выбора в пользу бедных»), разработанной епископом Рикардом Дюраном, председателем комиссии по бедности в Медельине.
Индийский теолог Себастьян Каппен опубликовал в 1977 г. книгу «Иисус и свобода», введение к которой написал французский активист Франсуа Утар. В 1980 г. Святая Конгрегация доктрины веры попросила главу «Общества Иисуса» (членом которой был Каппен) подвергнуть эту книгу критике. Каппен ответил на это памфлетом «Цензура и будущее азиатской теологии». Больше Ватикан не предпринимал никаких действий по этому вопросу.
Новая тенденция осуждения марксистского течения в теологии освобождения пошла от кардинала Йозефа Ратцингера (ставшего впоследствии папой Бенедиктом XVI) и от папы Иоанна Павла II. Эта тенденция называлась «теология умиротворения» и имела большой успех среди служителей церкви и мирян в Латинской Америке. Однако «Нью-Йорк Таймс» накануне визита папы Бенедикта XVI в Бразилию в 2007 г. писала, что теология освобождения остается популярной в Латинской Америке, и в одной лишь Бразилии имеется более миллиона кружков по чтению и толкованию Библии в этом направлении.

## Основные идеи
Некоторые принципы и цели теологии освобождения:
1. Христианское спасение недостижимо без экономического, политического, социального и идеологического освобождения как значимого признака человеческого достоинства.
2. Уничтожение эксплуатации, произвола и несправедливости этого мира.
3. Гарантия общедоступного образования и здравоохранения.
4. Освобождение народа как осознание им социально-экономической действительности в Латинской Америке.
5. Реальное положение жизни большинства латиноамериканцев противоречит божественному промыслу, а бедность является общественным грехом.
6. Существуют не только грешники, но и жертвы греха, нуждающиеся в справедливости и защите. Все мы грешники, но нужно четко различать жертву и палача.
7. Бедные всегда должны осознавать, что они вовлечены в процесс классовой борьбы.
8. Переход к демократической системе углубит осознание массами того, кто является их истинными врагами на пути преобразования существующей системы.
9. Создание «нового человека» как обязательное условие закреплений результатов изменений в обществе. Солидарная и творческая личность в противопоставление капиталистическому спекулятивному менталитету и духу наживы.
10. Свободное принятие евангельской доктрины: сначала обеспечить человеку достойные условия жизни, и лишь потом приобщать его к вере, если он того желает.

Основным достоинством теологии освобождения является то, что, в отличие от других теологических и философских постулатов, теология освобождения является вторичной, то есть она возникает из опыта жизни и работы с бедными и для бедных, из ужаса нищеты и несправедливости, из понимания возможностей угнетенного народа создавать свою собственную историю и преодолеть страдания. Это не плод умственных размышлений, имеющих мало общего с реальностью.

## Теологическая и понятийная основа
«Несправедливость и бесчеловечность растут в индустриальных странах, глобализация экономики помогают нам восстановить солидарность между нашими обществами. Теология освобождения в Латинской Америке представляет собой первую альтернативу капитализму. Рыночные отношения пронизывают все и вся. Поэтому теология освобождения не может больше оставаться одним только латиноамериканским явлением, а должна стать общемировым достоянием». Крупнейший апологет теологии освобождения, иезуит Игнасио Ельякурия (Ignacio Ellacuŕia) провозгласил новую цивилизацию, цивилизацию бедных в противоположность цивилизации богатых, которая как новый Молох пожирает людей и планету. Он осуждает богатство за обнищание и угнетение на планете, за безразличие в сердце богатого и развитого мира. Ельякурия и Собрино сравнивают смерть людей в бедном мире Юга с жертвоприношением Яхве и говорят об обладании ими стихийной, иисусовой святости.
Исходя из этой же идеи существования церкви бедных, протестантский теолог Юрген Мольтманн, находясь под влиянием вышеприведенных слов, провел серию конференций на тему теологии освобождения в течение 1999 г. для католической церкви Германии.
Отношение между католицизмом и бедностью всегда было основным в истории и распространении католической веры. Встречая то поддержку, то критику в свой адрес, теология освобождения в своем особенном стиле несла христианское евангелие как в развитые, так и в бедные страны.
Её философия заключается в осуждении бедности и в опоре на неё. Ставший известным в католическом мире после издания своей книги «История, политика и спасение в теологии освобождения», иезуитский священник из Перу Густаво Гутьеррес Мерино ещё в 1968 на епископской конференции CELAM обратил внимание на важность правильных отношений между католической церковью и бедными, и свою позицию он изложил в своей книге.

## Реакция католической церкви
В официальных заявлениях Ватикана, включая папские, теология освобождения объявляется плохо совместимой с официальными положениями католического учения об обществе, и поэтому большая часть её положений должна быть отвергнута. В основном ортодоксальная церковь критикует использование марксизма и особенно диалектический материализм и тенденции к объединению с революционными движениями (характерные для Камило Торреса, Жана-Бертрана Аристида и Эрнесто Карденаля).
Несмотря на преобладание в CELAM сторонников ортодоксии, со времен конференции в Сукре в 1972 теология освобождения пользовалась большой степенью поддержки в некоторых кругах, особенно в Южной Америке. На конференции в Пуэбле для ортодоксальных епископов появилась возможность снова взять под контроль радикальные элементы теологии освобождения, но результаты были крайне неопределёнными.
В то время, когда теология освобождения набирала силу в Латинской Америке, папа Иоанн Павел II начал свой наставнический курс, произнеся речь при открытии конференции CELAM в Пуэбле в 1979 г. Он критиковал радикальную теологию освобождения, говоря, что «это представление Христа как политической фигуры, революционера, подрывного элемента из Назарета не вяжется с катехизисом церкви». В то же время он выразил озабоченность «постоянно растущим благосостоянием богатых за счёт растущей нищеты бедных». Он также заверил, что институт частной собственности «должен вести к более справедливому и равному распределению благ… и если принцип общего блага потребует того, не нужно колебаться производить экспроприацию, но делать это правильно». В качестве взвешенного подхода он предложил отказаться как от необоснованного возвеличения, так и от огульного осуждения кого- или чего-либо.
Группа теологов освобождения, официально не допущенных на конференцию в Пуэбле, с помощью симпатизирующих им епископов провели параллельный семинар и частично добились того, что нарушили планы ортодоксальных епископов навязать им итоговые документы конференции. За время 4-часовой речи папы Гутьеррес и другие его единомышленники подготовили опровержение на 20 страницах и пустили его по рядам. По данным социально-политического исследования в Латинской Америке, 25 % итоговых документов конференции в Пуэбле были написаны теологами, которых даже не пригласили на конференцию. Кардинал Лопес Трухильо считает это утверждение «невероятным преувеличением». Однако, он признает, что было оказано давление со стороны 80 марксистских «либерационистов», не принимавших участие в конференции. Но, несмотря на официальное осуждение теологии освобождения католической церковью, а также многими представителями латиноамериканского мирянства, движение все ещё продолжает существовать в некоторых областях даже после конференции в Пуэбле.
Бывший кардинал Ратцингер, сегодняшний почетный папа Бенедикт XVI, был непримиримым противником некоторых элементов теологии освобождения. Через Конгрегацию доктрины веры, возглавляемую Ратцингером, Ватикан дважды (в 1984 и 1986 гг.) осуждал склонность теологии освобождения к марксизму и насилию. Например, Леонарду Бофф был временно отстранен от своих обязанностей, а других недвусмысленно заставили замолчать. Однако, Ратцингер приветствовал течения в движении, отвергающие насилие и подчеркивающие ответственность христиан за бедных и угнетенных.
В марте 1983 г. Ратцингер опубликовал «десять наблюдений» аспектов теологии Гутьерреса, где он обвинил Гутьерреса в политическом толковании Библии и в поддержке мирского мессианизма:
1. С теологической точки зрения, марксистский анализ не является научным инструментом для теолога, который, прежде чем использовать какой-либо метод исследования действительности, должен преимущественно использовать критический анализ познаваемой природы, а не социальный или экономический.
2. Кроме того, марксизм представляет собой тоталитарную концепцию, непримиримую с христианским откровением, как в целом, так и в частностях.
3. Эта тоталитарная концепция основывается на понятии праксиса, делающего из общей истины истину частичную, то есть относительную в определённый диалектический момент.
4. Насилие классовой борьбы есть также насилие над любовью одних к другим и над единством всех во Христе; эта концепция является чисто структуралистской, оправдывающей это насилие.
5. Говорить, что Бог становится историей, светской историей, значит впадать в историческую несостоятельность и путать Царство Божие и его становление с чисто человеческим освободительным движением, что противоречит вере и церкви.
6. Кроме того, это подразумевает, что богословские добродетели веры, надежды и любви получают новое содержание типа «верности истории», «уверенность в будущем» и «преференция для бедных», которые в действительности отрицают их богословское существо.
7. Политизация положений веры и богословских суждений ведет к тому, что человек, принадлежащий в силу своей добродетели к миру богатых, объявляется классовым врагом, с которым нужно бороться.
8. Всё это ведёт к классовому разделению, нетерпимому внутри церкви, и к отрицанию её священной иерархической структуры, «разделяя мистическое тело Христа на два течения — „официальное“ и „народное“, что можно наблюдать на недавнем примере в Никарагуа».
9. Новая герменевтика теологов освобождения ведет к новому, преимущественно политическому толкованию Священного Писания, к выборочности и произволу выбора мест из священных текстов, извращая радикальную новизну Нового Завета, что есть освобождение греха, источник всех зол.
10. Это есть также отказ от традиции как источника веры и недопустимое разделение на «Иисуса истории» и «Иисуса веры», происходящее за спиной церковного магистрата.

Ратцингер также заявил, что влияние марксизма опосредовано преобладанием «ортопраксиса» (orthopraxis от греч. ὀρθός — правильный + лат. praxis — дело) над ортодоксией. Наконец, в этом документе утверждается, что либерационистские концепции неизбежно подогревают подобные классовые конфликты внутри самой церкви, что логически ведет к отрицанию иерархии. В 1980-е и 1990-е гг. Ратцингер продолжал осуждение этих течений теологии освобождения, запретив священникам-диссидентам учить доктринам от лица католической церкви и исключив из лона церкви Тиссу Баласурия в Шри-Ланке за нарушение этого запрета.
Во время своей поездки в столицу Никарагуа Манагуа папа Иоанн Павел II подверг критике то, что он называл «народной церковью», движение, частично находившееся под влиянием «первичных церковных общин» (англ. ecclesial base communities – CEB), за поддержку классовой борьбы, за замещение католической церковной иерархии системой выборов на основе учености кандидата и за поддержку никарагуанским священством сандинистов. Папа напоминал о своей абсолютной власти над церковью в качестве Вселенского Пастыря в соответствии с каноническим законом и учением церкви.
Противники теологии освобождения рассматривают это направление довольно узко. Они критикуют «либерационистов» за то, что они не заняты созерцанием Бога или изучением трудов Отцов Церкви, но используют библейские тексты для своей политической и социальной идеологии. В пример приводят насыщение множества народа Иисусом: делал ли он это лишь для того, чтобы накормить людей, не евших целый день, или он (подобно тому, как он ходил по воде) пытался явить людям свою божественную природу?
Некоторые теологи освобождения, например, Самуэль Руис, придерживаются мнения, что теология является рефлексивным инструментом, который следует туда, куда ему укажут, в данном случае, куда укажут бедные. Другие, такие, как Йон Собрино, отрицают все выдвинутые ранее обвинения и указывают на факт того, что большинство из них относятся к деятельности, получившей соответствующее церковное одобрение.

## Практика теологии освобождения
Самое радикальное в теологии освобождения было не в теоретических работах образованных священников и учёных, а в социальной организации, а точнее, в реорганизации церковной практики по модели «первичных христианских общин» (англ. Christian base communities). Теология освобождения, несмотря на её доктринальную кодификацию в работах Гутьерреса, Боффа и других, на практике имела в своей основе движение снизу вверх, когда схему проповедей и суточных богослужений готовят сами мирские прихожане, а не иерархия ортодоксальной церкви.
Журналист и писатель Пенни Лерну (Penny Lernoux) подробно описывал этот аспект теологии освобождения в своих многочисленных работах.
Далее, понятие «преференция для бедных» делало практику (технически более точным было бы назвать её «праксисом», используя термин Грамши и Паулу Фрейре) не менее важной (если не более), чем вера; считалось, что в теологии освобождения «ортопраксис» преобладает над «ортодоксией». Первичные общины представляли собой малые собрания, обычно за пределами церкви, на которых обсуждались места из Библии или служилась месса. Они были особенно распространены в сельских районах Латинской Америки, где не хватало приходских священников и большое значение придавалось участию мирян в богослужении. В мае 2007 г. в одной только Бразилии действовало 80.000 первичных общин.

## Современное положение
Некоторые учёные[кто?] считают, что теология освобождения в Латинской Америке уже отжила; мечта, убитая никарагуанской и сальвадорской революциями, поражение мирового социализма в 1989 г. и «конец истории» свидетельствуют о торжестве мирового капитализма. Но в своей работе Иван Петрелла (Ivan Petrella) доказывает, что это неверное мнение и что теология освобождения до сих пор не утеряла актуальности своей концепции «преференции для бедных» в мире. Актуализация этого исторического проекта возможна через применение методов бразильского исследователя проблем законодательной и законоприменительной практики Роберту Унгера (порт. Roberto Unger).
Таким образом станет возможной адекватная оценка основополагающих концепций теологов освобождения о неприятии капитализма и о преимуществах социализма. Петрелла убеждает в необходимости воссоздания этих концепций, а также концепций демократии и собственности. В этой связи он проводит подробный анализ форм демократии и капитализма, существующих в США и в Европе, и приводит свои далеко идущие соображения о будущем теологии освобождения.
Во время глубокого кризиса мировой системы капитализма группа учёных-социологов и теологов в составе Андреаса Мюллера (Andreas Mueller), Арно Тауша (Arno Tausch) и Пауля М. Цуленера (Paul M. Zulehner) вновь подняли вопрос об актуальности теологии освобождения. Возникнув как результат борьбы бедных церквей мирового Юга, обсуждение её «за» и «против» преобладало в церковном дискурсе в течение 1970-х и 80-х гг.
Аналитическим инструментом для теологии освобождения стала теория зависимости (англ. dependency theory). Но, начиная с падения Берлинской стены, мировая экономика кардинально изменилась, превратившись в поистине глобализованную капиталистическую систему в 1990-е гг. Никто из социологов, придерживающихся традиции теории зависимости, или близким им по взглядам теологов никогда не мог представить себе всю силу азиатского и российского экономического кризисов.
Стены пали, но бедность и социальная поляризация распространились на все страны. Отвергая в начале марксистскую идеологию теологии освобождения, Ватикан и многие другие институты христианской церкви радикально перешли на позицию «преференции для бедных» в 1980-х и 90-х гг.
В настоящее время теология освобождения переживает новое возрождение в связи с приходом к власти во многих странах Латинской Америки, особенно в условиях развивающегося кризиса, просоциалистических сил. Президенты Уго Чавес в Венесуэле и Рафаэль Корреа в Эквадоре неоднократно заявляли о своей близости к теологии освобождения и христианскому социализму, а Фернандо Луго, избранный в 2008 г. президентом Парагвая от левоцентристской коалиции, сам является бывшим епископом. Также происходит сближение с церковью режима Кастро на Кубе. Чавес недвусмысленно заявил о разделении им ряда положений теологии освобождения в рождественской речи 2005 г.: «Для меня Рождество — это Христос. Христос — бунтарь, Христос — революционер, Христос — социалист».

## Родственные движения
- Движение безземельных трудящихся в Бразилии (порт. Movimento dos Trabalhadores Rurais Sem Terra)
- Лавалас в Гаити (фр. Lavalas)
- Абахлали басеМджондоло в ЮАР (Abahlali baseMjondolo)

## Представители
- Рубем Альвеш, Бразилия
- Хосе Альдунате, Чили
- Марселла Альтаус-Рид, Аргентина
- Жан-Бертран Аристид, Гаити
- Паулу Эваристу Арнс, Бразилия
- Уго Ассман, Бразилия
- Наим Атик, Палестина
- Фрей Бетто, Бразилия
- Клотарио Блест, Чили
- Хосе Мигес Бонино, Аргентина
- Блейз Бонпан, США
- Клодовис Бофф, Бразилия
- Леонардо Бофф, Бразилия
- Аллан Бусак, ЮАР
- Гаспар Гарсиа Лавиана, Испания-Никарагуа
- Рутилио Гранде, Сальвадор
- Густаво Гутьеррес, Перу
- Джун Мо Сон, Корея
- Энрике Дуссель, Аргентина-Мексика
- Жерар Жан-Жюст, Гаити
- Ивоне Жебара, Бразилия
- Доротея Зёлле, Германия
- Ада Мария Исаси-Диас, Куба-США
- Элдер Камара, Бразилия
- Себастиан Каппен, Индия
- Антонио Карденаль, Никарагуа
- Фернандо Карденаль, Никарагуа
- Эрнесто Карденаль, Никарагуа
- Педро Касальдалига, Бразилия
- Эмилио Кастро, Уругвай
- Хосе Северино Кроатто, Аргентина
- Мишель Лёви, Франция-Бразилия
- Алоизиу Лоршейдер, Бразилия
- Фернандо Луго, Парагвай
- Энрике Маррокин, Мексика
- Игнасио Мартин-Баро, Испания-Сальвадор
- Мариса Мартинес, Сальвадор
- Сегундо Монтес, Сальвадор
- Фернандо Ойос, Испания-Гватемала
- Мануэль Перес Мартинес, Испания-Колумбия
- Иван Петрелла, Аргентина
- Херонимо Подеста, Аргентина
- Мариано Пуга, Чили
- Пабло Рикард, Чили
- Марио Энрике Риос Монтт, Гватемала
- Оскар Арнульфо Ромеро, Сальвадор
- Самуэль Руис, Мексика
- Хуан Луис Сегундо, Уругвай
- Хуан Сканноне, Аргентина
- Жон (Йон) Собрино, Испания-Сальвадор
- Лиз Теохарис, США
- Фрей Тито, Бразилия
- Камило Торрес, Колумбия
- Мигель Де Ла Торре, Куба-США
- Джованни Францони, Италия
- Паулу Фрейре, Бразилия
- Клаудиу Хуммес, Бразилия
- Жан-Марк Эла, Камерун
- Вирхильо Элисондо, Мексика-США
- Марк Х. Эллис, США
- Игнасио Эльякуриа, Испания-Сальвадор
- Мигель д'Эското Брокман, Никарагуа
- Луис Эспиналь, Испания-Боливия